# 4. návštěvní expedice (Mir)
4. návštěvní expedice, zkráceně EP-4, (rusky 4-я экспедиция посещения, ЭП-4) na Mir, byla čtvrtou návštěvní expedicí vyslanou Sovětským svazem na jeho vesmírnou stanici Mir. Expedice byla zahájena 29. srpna 1988 startem kosmické lodi Sojuz TM-6 a trvala do přistání Sojuzu TM-5 7. září 1988. Výprava byla dvoučlenná, skládala se z velitele Vladimira Ljachova a afghánského kosmonauta-výzkumníka Abdula Ahada Mómanda. V Sojuzu TM-6 s nimi vzlétl ke stanici i lékař-výzkumník Valerij Poljakov, který se připojil ke stálé posádce Miru.

## Posádka
| Pozice              | Kosmonauti                                   |
| ------------------- | -------------------------------------------- |
| Velitel             | Vladimir Ljachov, (3) CPK                    |
| Kosmonaut-výzkumník | Abdul Ahad Mómand, (1) Letectvo Afghánistánu |

V závorkách je uveden dosavadní počet letů do vesmíru včetně této expedice.
| Pozice              | Kosmonauti                                          |
| ------------------- | --------------------------------------------------- |
| Velitel             | Anatolij Berezovoj, CPK                             |
| Kosmonaut-výzkumník | Mohammad Daurán Ghalám Masúm, Letectvo Afghánistánu |

## Průběh expedice
Hlavním úkolem 4. návštěvní expedice na stanici Mir bylo vystřídání kosmické lodi Sojuz TM-5, sloužící jako záchranná loď pro 3. základní expedici. Expedice se skládala z velitele z oddílu Střediska přípravy kosmonautů Vladimira Ljachova a afghánského kosmonauta-výzkumníka Abdula Ahada Mómanda.
Zástupce Afghánistánu získal místo v kosmické lodi podle sovětsko-afghánské dohody podepsané v září 1987. Původně měl proběhnout v roce 1989, ale vzhledem k blížícímu se odchodu sovětských vojsk z Afghánistánu byl přesunut na podzim 1988. Konkursem na místo afghánského kosmonauta prošlo 457 kandidátů, do Moskvy k finálnímu výběru přijelo osm z nich, čtyři vojáci a čtyři civilisté. V únoru sovětští specialisté k letu vybrali Mohammada Daurána (محمد دوران غلام معصوم‎) a Abdula Ahada Mómanda, kteří od 25. února zahájili výcvik ve Střediska přípravy kosmonautů v Hvězdném městečku.
Expedice měla startovat na lodi Sojuz TM-6 v srpnu 1988. Neprodleně byly sestaveny posádky Sojuzu – hlavní ve složení Vladimir Ljachov, Valerij Poljakov, Mohammad Daurán a záložní Anatolij Berezovoj, Gennadij Arzamazov, Abdul Ahad Mómand. Poljakov, resp. jeho náhradník Arzamazov, nepatřil do návštěvní expedice, ale měl se připojit k 3. základní posádce Miru. V dubnu si Mohammad Daurán a Abdul Ahad Mómand vyměnili místa, důvod proč byl Mohammad Dauran odsunut na místo náhradníka je uváděn různě – podle jedné verze kvůli operaci slepého střeva, podle jiné kvůli národnosti – byl totiž Tádžik, kdežto jeho kolega Paštún. Kosmonauti měli odstartovat už koncem srpna, příprava byla proto zkrácena. Afghánci například vynechali výcvik v přežití v zimě a na poušti.
Výprava začala startem kosmické lodi Sojuz TM-6 z kosmodromu Bajkonur 29. srpna 1988, 04:23:11 UTC, se stanicí Mir se loď spojila 31. srpna v 5:41 UTC. Na Miru je přivítali Vladimir Titov a Musa Manarov z 3. základní expedice.
Vědecká náplň sovětsko-afghánského letu byl zaměřena na dálkový průzkum Země a lékařské experimenty. Program dálkového průzkum Šamšad (podle hory v Afghánistánu) zahrnoval 24 jednotlivých úkolů, především snímkování území Afghánistánu kamerou KATE-140 s rozlišením 50 m, multispektrální snímkování kamerou MKS-M a spektrometrická pozorování spektrometrem Spektr-256. Lékařské experimenty (Statokinetika, Potencial, Labirint, Prognoz, Opros a Son-K) byly opakováním pokusů dřívějších mezinárodních posádek. Stálá posádka pokračovala souběžně v experimentech na zařízení Ručej (příprava čistých biologicky aktivních látek), ve studiu vysokých vrstev atmosféry (Klimat a Bosra). Sledovala též vývoj rybek v akváriu a rostlin v zařízení Magnetobiogravistat. Pokračovaly i pokusy s buněčnými kulturami v klimatizovaných boxech a astrofyzikální pozorování na modulu Kvant-1. Dne 2. září proběhl rozhovor posádky Miru s afghánským prezidentem Nadžíbulláhem. Následující den na televizní tiskové konferenci Mómand opět apeloval na mírové urovnání v Afghánistánu. Nakonec 5. září kosmonauti naložili Sojuz TM-5 výsledky výzkumů.
Po splnění plánovaného programu se Ljachov a Mómand v Sojuzu TM-5 5. září v 22:55 UTC odpoutali od Miru. Přistání však nebylo jednoduché. Po odhození orbitálního modulu lom slunečního světla v atmosféře při přechodu z osvětlené na noční stranu Země zmátl čidlo horizontu, počítač proto při přistávacím manévru zapálil motor o 7 minut později, čímž by místo přistání bylo posunuto asi o 3500 km (tedy do Mongolska). Ljachov okamžitě (během tří sekund) motor ručně vypojil. Při dalším pokusu o přistání byl omylem aktivován program pro brzdění při setkávacím manévru. Ljachov však motor ručně restartoval, po 60 sekundách počítač motor vypnul kvůli chybné orientaci, zabránil tak spotřebování pohonných látek. Přistání bylo poté odloženo o celý den, aby proběhlo na území Sovětského svazu. Další manévry byly úspěšné a Sojuz TM-5 přistál 7. září v 00:49:38 UTC 160 km jihovýchodně od Džezkazganu.